# Max Spring
Max Spring (* 18. August 1962 in Uster) ist ein Schweizer Cartoonist, Comiczeichner, Gestalter und Maler.

## Leben
Spring wuchs zusammen mit seiner Schwester Christa und seinem jüngeren Bruder Lorenz, der ebenfalls künstlerisch tätig ist, in Bern auf. Er besuchte die Kunstgewerbeschule in Bern. Seit 1980 ist er als Cartoonist, Comiczeichner und Maler tätig. Er absolvierte Studienaufenthalte in Berlin 1987 und in Budapest 1992. Seither arbeitet er für Schweizer Zeitungen und Zeitschriften wie unter anderem die Berner Zeitung oder der Nebelspalter. Er zeichnet für grosse Unternehmen wie die Schweizerische Post, die Schweizerischen Bundesbahnen (SBB), das Schweizer Radio und Fernsehen (SRF) und die Swisscom.
Spring lebt mit seiner Familie in Bern.

## Werk
- «Fertig mit Gitarre!», 60 Cartoons rund um die Akustik-Gitarre. Acoustic Music, Osnabrück 2009, ISBN 978-3-938679-44-9.
- ... und ewig lockt die Gitarre!, Band 2 60 Cartoons rund um die Akustik-Gitarre. Acoustic Music, Osnabrück 2015
- «Wenn dich die Gitarre packt!», 60 Cartoons rund um die Akustik-Gitarre, Band 3. Acoustic Music, Osnabrück 2019, ISBN 978-3-945190-35-7.

### Buchillustrationen
- Madeleine Geissbühler: Passion. Brunnen, Basel 1987, ISBN 3-7655-2536-7.
- Peter Fahr: Nächte, licht wie Tage. Benteli, Bern 1990, ISBN 978-3-7165-0718-6.